# Kirata (grupa ludów)
Kirata (dosłownie "Górale") – grupa ludów zamieszkujących wysoko położone tereny Nepalu i posługujących się pokrewnymi językami z grupy kiranti. Obejmuje między innymi takie grupy etniczne, jak Bahing, Dhimal, Khambu, Limbu, Rai. Nazwa "Kirata" wzmiankowana jest już w starożytnych tekstach indyjskich, takich jak Mahabharata, Ramajana, Kiratardźunija.